# Glorificazione

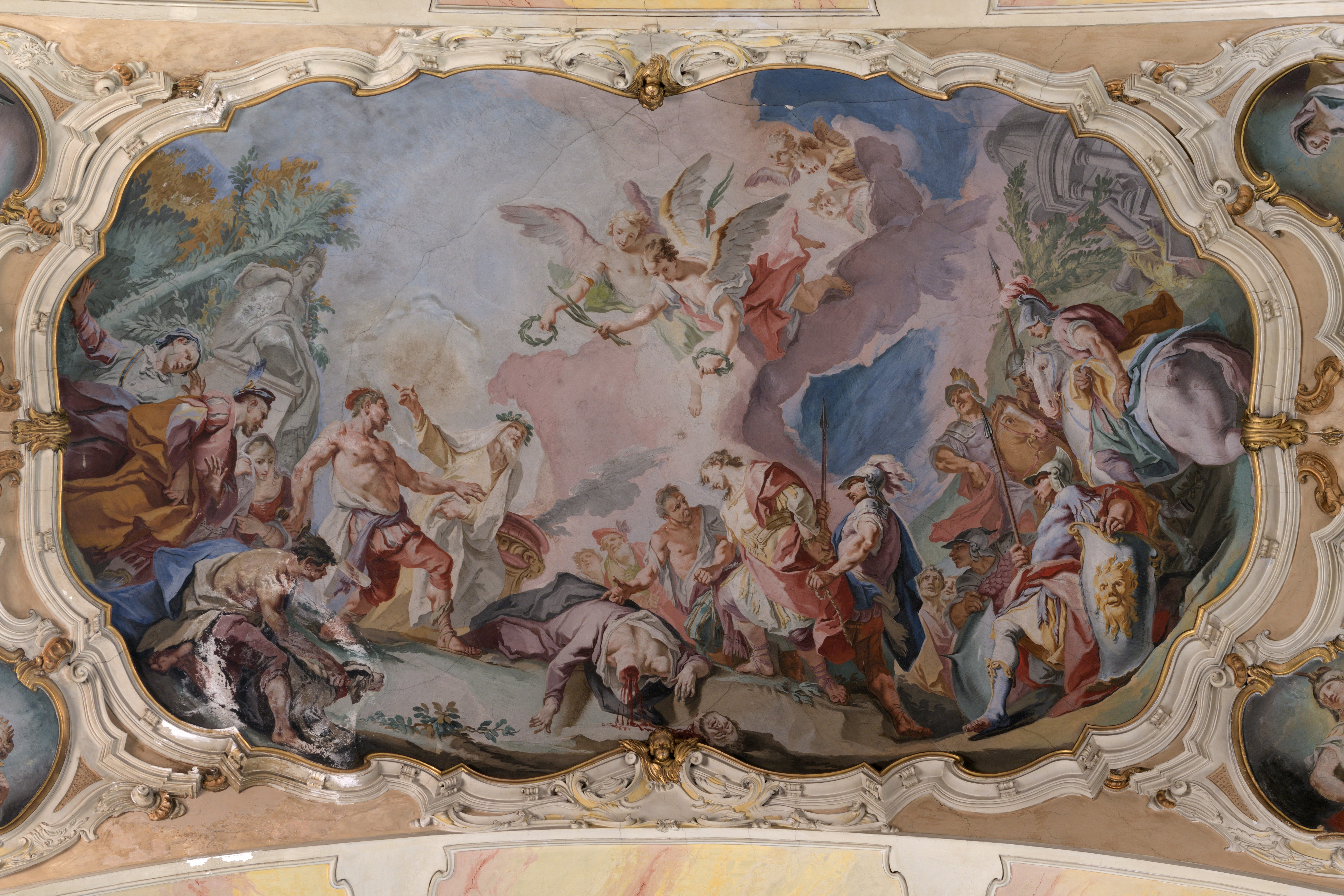
La glorificazione dei martiri Felice e Adautto in un affresco della cupola della chiesa parrocchiale di San Felice del Benaco sul lago di Garda

La glorificazione è un elemento dell'ordo salutis e rappresenta la fase finale della teologia cristiana della salvezza. Si riferisce alla condizione in cui, per grazia di Dio, si troveranno i salvati dopo la morte e il giudizio.
La glorificazione è il terzo stadio dello sviluppo della creatura umana nell'esperienza delineata dalla fede cristiana come trova espressione nel Nuovo Testamento. Il primo è la giustificazione, poi la santificazione, e finalmente la glorificazione (Romani 8:28-30). La glorificazione è il completamento, la consumazione, la perfezione, la realizzazione ultima della salvezza. Nella glorificazione vi sono due avvenimenti: "prima di entrare nel regno di Dio gli eletti ricevono la perfezione" (la piena compatibilità con la santità di Dio), e "il conferimento di un corpo di risurrezione".